# Kipper (Beruf)

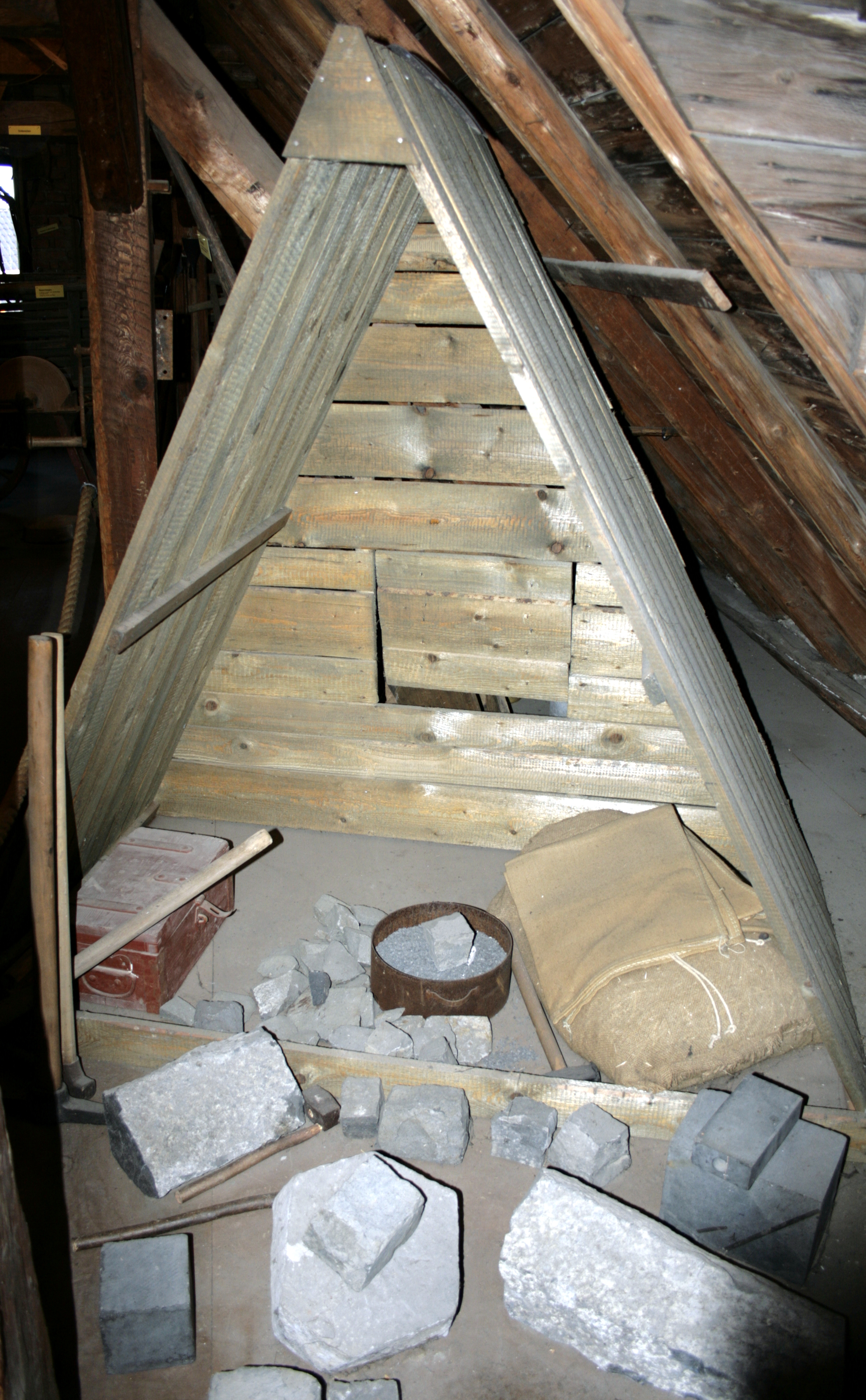
Kipperbude mit Werkzeug und Basaltbrocken im Heimatmuseum Wilsenroth.

Kipper war die Bezeichnung für einen Arbeiter in einem Steinbruch, der Felsklötze zu kleinen Steinen schlägt, die vor allem im Straßenbau als Pflastersteine verwendet wurden. Die Felsklötze werden dem Kipper vom Stößer übergeben, der das Rohmaterial gewinnt und es zu groben Quadern vorbearbeitet.
Das Berufsbild geht in Mitteleuropa bis auf das 12. Jahrhundert zurück und war über Jahrhunderte von harter und gefährlicher körperlicher Arbeit im Freien geprägt. Kipper wurden in den meisten Fällen nach Stückzahl oder Gewicht der hergestellten Steine bezahlt. Erste Tarifverträge für Steinarbeiter gab es erst in den 1890er Jahren, noch im 20. Jahrhundert waren die Kipper oft im Winter ohne Lohnzahlung von den Betrieben freigestellt, so im österreichischen Waldviertel bis in die 1930er Jahre.
Erst mit der Entwicklung und Einführung von mechanischen und elektrischen Geräten wie Spaltmaschinen und Hämmern besserten sich die Arbeitsbedingungen, obgleich die Kipper weiter am Rande der Steinbrüche arbeiteten und der Witterung ausgesetzt waren.
Eine andere noch gebräuchliche Bezeichnung des Berufs lautet „Pflastersteinmacher“ oder „Pflastersteinschläger“, dabei handelt es sich aber heute nicht mehr um einen Handwerker, sondern um einen Industriearbeiter. Mit dem Aufkommen mechanischer Brecher und der Abkehr vom Naturstein zugunsten neuer Baustoffe verschwand das Kipperhandwerk in den Industrieländern, während in Entwicklungsländern heute noch Pflastersteine von Hand zugehauen werden.